# Kati (gewichtsmaat)
Kati (ook wel geschreven als kattie) is een oude maat voor de grootte van de massa, bekend uit Nederlands-Indië.
1 kati = 617 gram
100 kati = 1 pikol
De massa-eenheid is afkomstig uit China, waar ze 16 taël bedroeg. Ze werd oorspronkelijk onder meer bij het afwegen van opium gebruikt.